# Metopella angusta
Metopella angusta is een vlokreeftensoort uit de familie van de Stenothoidae. De wetenschappelijke naam van de soort is voor het eerst geldig gepubliceerd in 1949 door Clarence Raymond Shoemaker.